# Notre-Dame-des-Trois-Épis

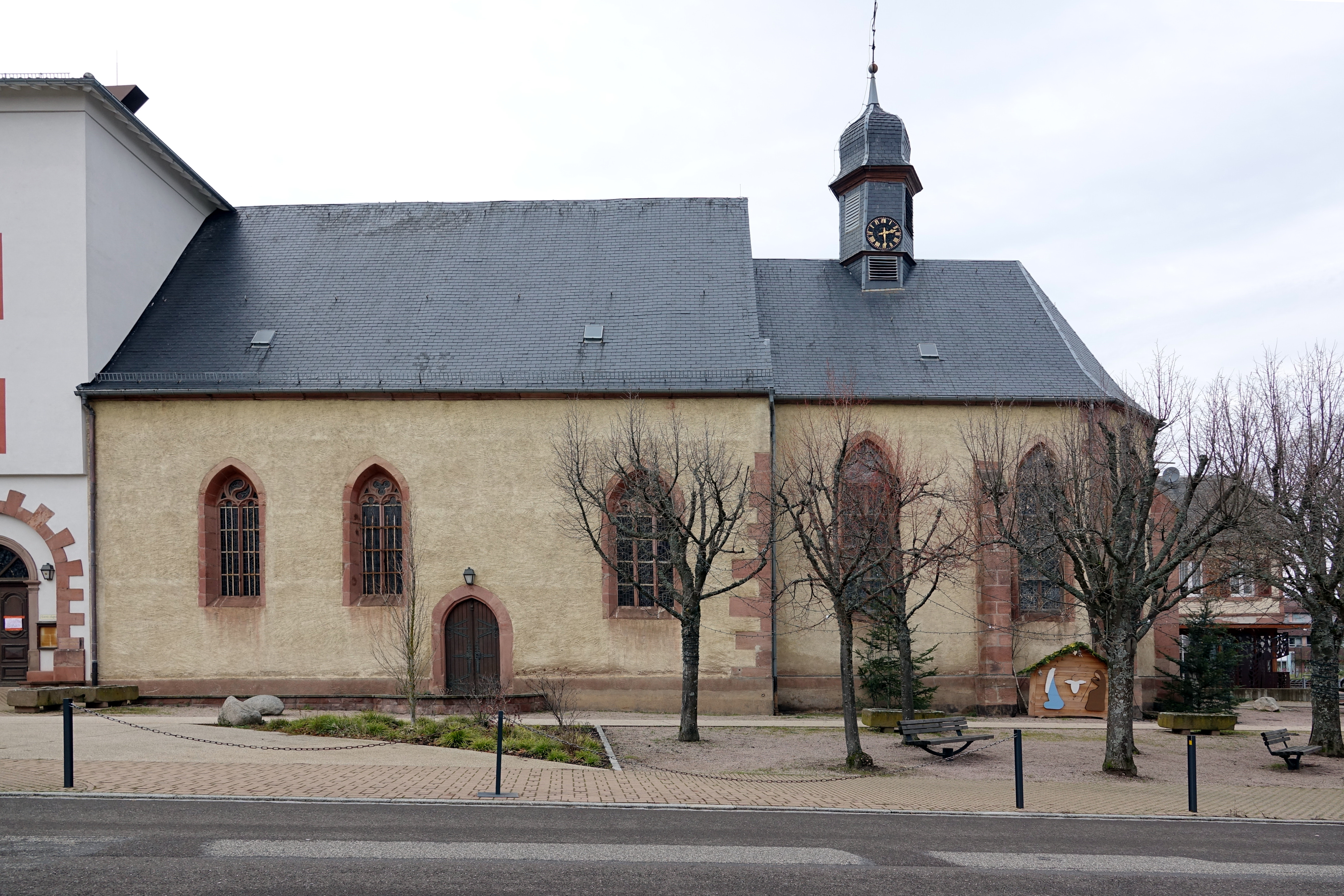
Kapelle Notre-Dame-des-Trois-Épis in Ammerschwihr

Die Kapelle Notre-Dame-des-Trois-Épis (Unsere Liebe Frau von den drei Ähren) in Trois-Épis, einem Stadtteil von Ammerschwihr im französischen Département Haut-Rhin in der Region Grand Est (bis 2015 Elsass), wurde um 1500 errichtet. Die Wallfahrtskirche an der Rue Thierry Schoeré Nr. 18 wurde im Jahr 1988 als Monument historique in die Liste der denkmalgeschützten Bauwerke (Base Mérimée) in Frankreich aufgenommen.

## Geschichte
Die Wallfahrt zur Notre-Dame-des-Trois-Épis entstand 1491 auf Grund einer Marienerscheinung. Maria erschien dem Schmied Dietrich Schöre (frz. Thierry Schoeré) und zeigte ihm einen Eiszapfen und einen Getreidehalm mit drei Ähren. Daran knüpfte sie die Mahnung zu Buße und Gebet und die Verheißung überreicher Ernte. Am Ort der Erscheinung entstand eine erste Kapelle aus Holz, die in den Jahren 1493 bis 1503 durch einen steinernen Neubau ersetzt wurde. Erst lebte hier ein Eremit, später dann ein Geistlicher. Im Jahr 1636 brannte man die Kapelle nieder, jedoch wurde sie 1640 wiederaufgebaut. Ab 1651 übernahmen die Zisterzienser von Paris die Kapelle und errichteten ein Kloster. Im Jahr 1779 übernahmen Kapuziner das Kloster. Während der Revolution wurde die Kapelle Staatseigentum und danach von Ammerschwihrer Bürgern aufgekauft. Sie gaben die Kapelle 1804 an die Kapuziner zurück. Heute wird das Kloster von Redemptoristen bewohnt. Diese errichteten 1968 eine moderne Wallfahrtskirche, die 1991 einen dreifachen Turm als Symbol der „drei Ähren“ erhielt. Die alte Kapelle blieb aber als Ort der Marienverehrung erhalten.

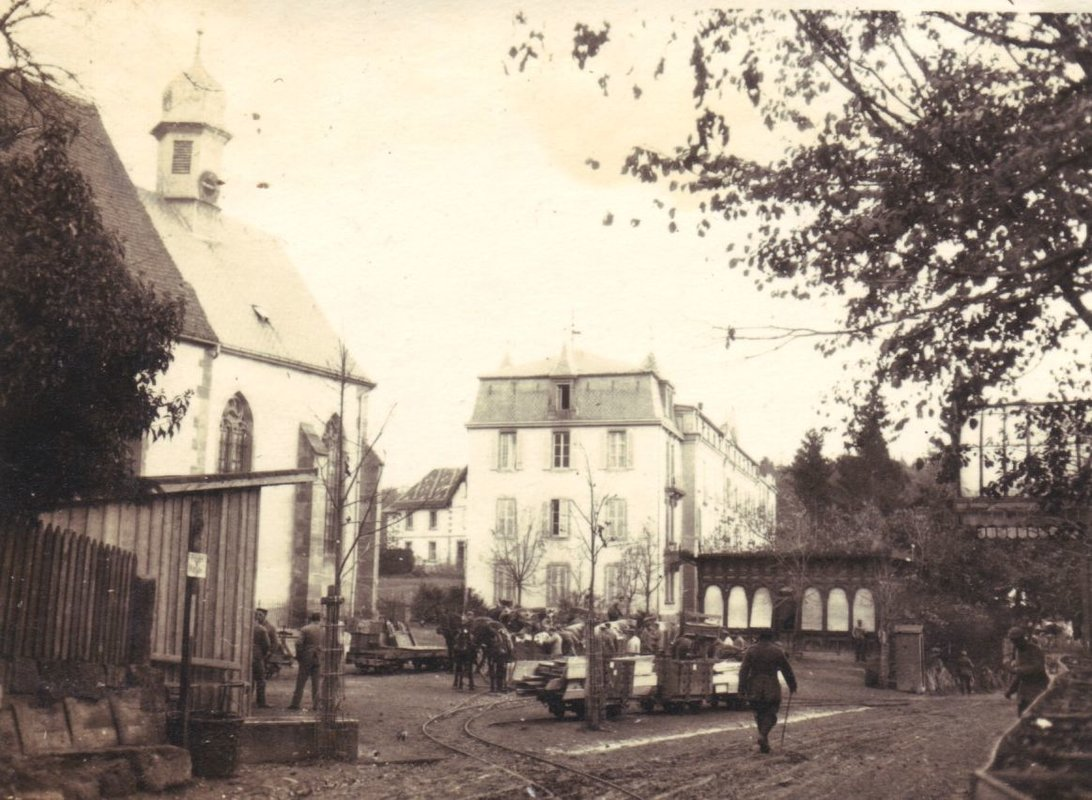
Feldbahnhof der Förderbahn Drei-Ähren–Uhlhorst

Während des Ersten Weltkriegs wurde ein Feldbahnhof der Förderbahn Drei-Ähren–Uhlhorst auf dem Kirchplatz eingerichtet.

## Beschreibung
Die Kapelle schließt direkt an das Klostergebäude an und ist ein kleiner Rechtecksaal mit einem eingezogenen Chor mit dreiseitigem Schluss. Auf dem Satteldach des Chores sitzt ein Dachreiter mit geschweifter Haube. Gotische Spitzbogenfenster erhellen das Innere.